# Miconia spinulidentata
Miconia spinulidentata är en tvåhjärtbladig växtart som beskrevs av Célestin Alfred Cogniaux och Henry Allan Gleason. Miconia spinulidentata ingår i släktet Miconia och familjen Melastomataceae.
Artens utbredningsområde är Colombia. Inga underarter finns listade i Catalogue of Life.